# Witham St Hughs
Witham St Hughs est une paroisse civile et un village du Lincolnshire, en Angleterre.